# Conscio (Casale sul Sile)
Conscio (pronunciato Conscìo /kon'ʃio/, Consìo /kon'sio/ in veneto) è una frazione di Casale sul Sile, in provincia di Treviso.

## Storia
Il toponimo deriverebbe secondo alcuni dal latino consessus "adunanza", "assemblea", in riferimento al luogo in cui si riunivano gli abitanti del vicus. Altri lo ritengono più tardo, avvicinandolo al consilium (attraverso il veneto consejo) con cui, in epoca medievale, si indicava il consiglio della comunità che gestiva il territorio locale. Una terza ipotesi lo avvicina a Conso, la divinità romana legata al mondo rurale; in effetti, Conscio si trovava al confine tra gli agri di Altino e Treviso (di qui passava la strada che collegava le due città), in una zona centuriata e coltivata.
Le origini della presenza umana sono però molto più antiche, come testimonia il ritrovamento di un martello in pietra risalente all'epoca degli Euganei.
La prima citazione scritta si trova in un documento del 1221: è il testamento di Giovanni de Bonio, console del comune di Treviso che lasciò ai figli anche duobus mansis iacentibus Conseo. In seguito il paese compare sempre associato a Casier in un'unica regola, situazione mantenuta sino alla caduta della Serenissima.
L'importanza del paese crebbe però dalla metà del Quattrocento come meta di pellegrinaggi. L'8 settembre 1451 alla giovane Graziosa Tabarello, umile guardiana di porci storpia di una gamba e di un braccio, apparve miracolosamente la Madonna. Questa donò alla giovane non solo la sanità del corpo e della mente, ma anche uno spirito profetico: predisse le guerre che impegnarono nei tempi successivi i Veneziani e la caduta di Costantinopoli ad opera degli Ottomani. Gli abitanti realizzarono sul luogo dell'apparizione un capitello, tuttora esistente, e quindi una chiesa (l'attuale parrocchiale) intitolata alla Natività di Maria.

## Monumenti e luoghi d'interesse

### Chiesa parrocchiale
L'edificio attuale, in stile romanico, risale al 1570 ed è stato proclamato santuario nel 1988.

## Eventi
Si tiene a Conscio annualmente la tradizionale "Sagra dei Peri", giunta nel 2024 alla sua 46ª edizione, a celebrazione della Madonna del Carmine che ricorre il 16 Luglio.

## Economia
Tra le aziende principali situate entro il territorio di Conscio, emergono per importanza e numero di addetti la Cooperativa G. Toniolo, Segafredo Zanetti Coffee System e Masiero.